# Marcello Bertinetti
Marcello Bertinetti (Vercelli, 26 aprile 1885 – Vercelli, 2 gennaio 1967) è stato uno schermidore e arbitro di calcio italiano, vincitore di due medaglie d'oro, una d'argento ed una di bronzo nella scherma ai Giochi olimpici.
Insieme all'avvocato penalista (e già presidente del sodalizio del 1892) Luigi Bozino, nel 1903 fondò la Sezione Calcio della Pro Vercelli (di cui fu allenatore e giocatore), che in breve tempo si imporrà come il principale club calcistico italiano, arrivando a conquistare 7 scudetti e un secondo posto nel periodo 1908-1922, nonché ad essere la prima squadra italiana di calcio ad essere invitata in tournée in Brasile.
È il padre di Franco Bertinetti e nonno di Marcello "Cito" Bertinetti, a sua volta campione italiano di scherma nella spada. A lui il comune di Vercelli ha dedicato una via della città.

## Palmarès
In carriera ha ottenuto i seguenti risultati:

### Giochi olimpici
Individuale
A squadre
- Oro nella sciabola a Parigi 1924[5]
- Oro nella spada ad Amsterdam 1928[6]
- Argento nella sciabola a Londra 1908[7]
- Bronzo nella spada a Parigi 1924[8]

### Mondiali
Individuale
- Bronzo nella spada a Napoli 1929[9]

A squadre

### Club

#### Competizioni nazionali
- Seconda Categoria: 2

Juventus: 1905
Pro Vercelli: 1907 (anche allenatore)
- Prima Categoria: 1

Pro Vercelli: 1908 (anche allenatore)